# San Gabriel River (Texas)
Der San Gabriel River ist ein 102 km langer rechter Nebenfluss des Little River in Zentraltexas in den Vereinigten Staaten.

## Verlauf
Der San Gabriel River entsteht in Georgetown am Zusammenfluss seiner beiden Quellflüsse, North Fork San Gabriel und South Fork San Gabriel. Der San Gabriel River fließt in überwiegend westlicher Richtung. Etwa auf halber Strecke befindet sich der Stausee Granger Lake, der ebenso wie der Lake Georgetown am North Fork San Gabriel künstlich von der US-Armee angelegt wurde. Oberhalb Cameron mündet der San Gabriel River in den Little River, 76 km oberhalb dessen Mündung in den Brazos River. Der Middle Fork San Gabriel River mündet in Georgetown rechtsseitig in den North Fork San Gabriel River. 